# Município de Clinton (condado de Wayne, Ohio)
Localização do Ohio nos E.U.A.
O município de Clinton (em inglês: Clinton Township) é um município localizado no condado de Wayne no estado estadounidense de Ohio. No ano 2018 tinha uma população de 3.096 habitantes.

## Geografia
O município de Clinton encontra-se localizado nas coordenadas 40° 42′ 15″ N, 82° 03′ 28″ O. Segundo a Departamento do Censo dos Estados Unidos, o município tem uma superfície total de 72.07 km², da qual 71.66 km² correspondem a terra firme e (0.57%) 0.41 km² é água.

## Demografia
Segundo o censo de 2018, tinha 3.096 pessoas residindo no município de Clinton.